# 天王山隧道

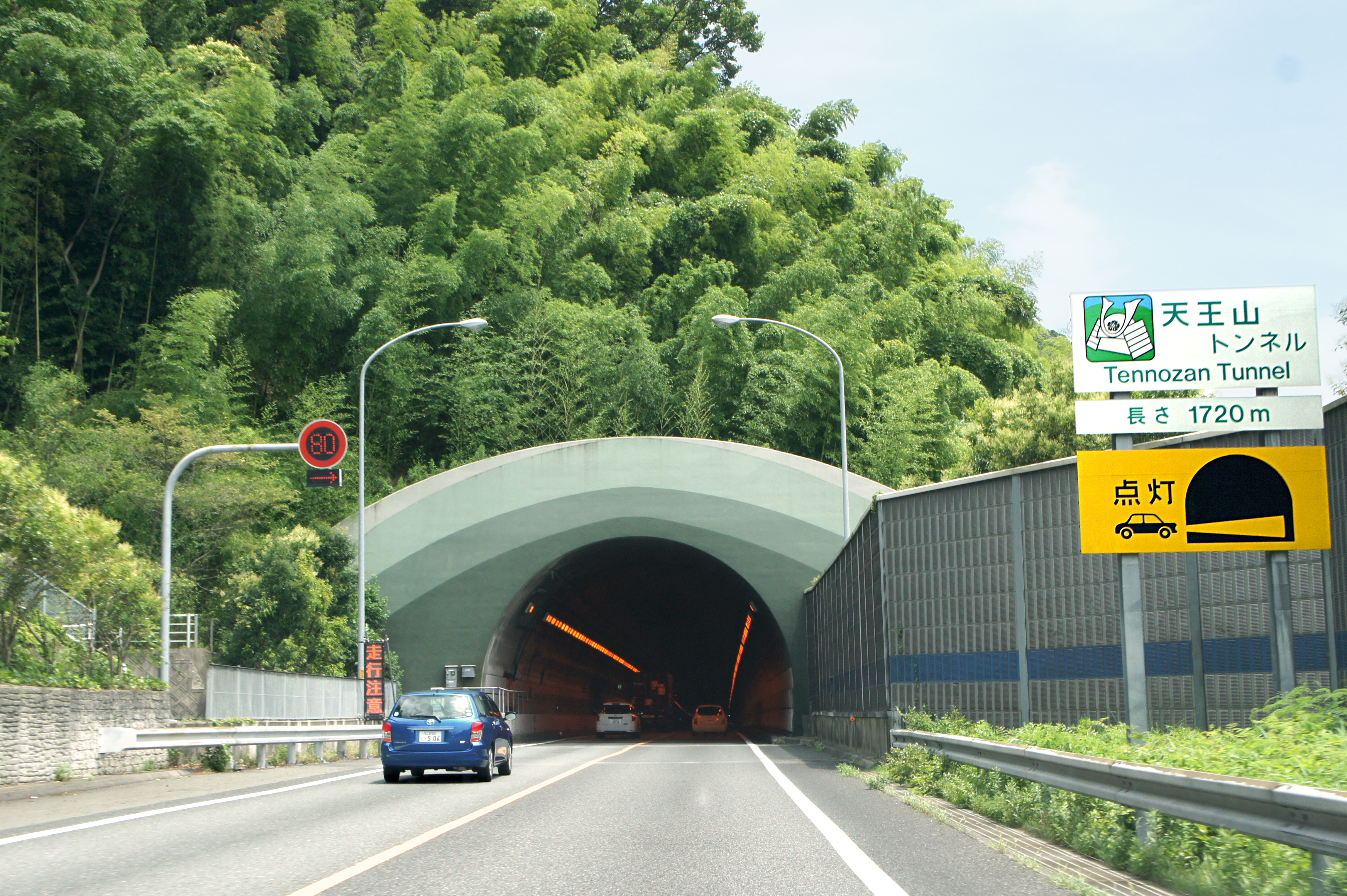
大阪市一侧的隧道口

天王山隧道（日语：／）是日本名神高速公路（E1）上的一座高速公路隧道，位于大山崎JCT至高槻JCT区间，穿越京都府乙訓郡大山崎町与大阪府三島郡島本町之间的天王山，原为双洞四车道，分别长1440米和1488米，改扩建后变为四洞八车道，新隧道长2010米和1718米，原隧道和改扩建隧道分别在1963年7月16日和1998年7月19日建成通车。